# NGC 7759A
NGC 7759A è una galassia a spirale situata in direzione della costellazione dell'Aquario alla distanza di circa 337 milioni di anni luce.
Nelle immagini appare associata alla galassia lenticolare NGC 7759 con la quale non è in interazione.